# From. WJSN
Albums de Cosmic Girls
The Secret
(2016) Happy Moment
(2017)
Singles
1. I Wish
Sortie : 4 janvier 2017

From. WJSN (hangeul: From. 우주소녀) est le troisième extended play du girl group sino-coréen Cosmic Girls. Il est sorti le 4 janvier 2017 par Starship Entertainment et Yuehua Entertainment, et est distribué par LOEN Entertainment. Afin de promouvoir l'EP, le groupe est apparu dans plusieurs émissions musicales coréennes, dont le Music Bank et l'Inkigayo. La chanson "I Wish" est sortie en tant que single principal de l'EP, et contient une version chinoise.
L'EP est un succès commercial, se classant à la 4e place du Gaon Album Chart.

## Sortie
From. WJSN est sorti le 4 janvier 2017 à minuit heure coréenne via plusieurs portails musicaux, dont MelOn en Corée du Sud.

## Promotion
Dans le but de promouvoir l'EP, le groupe a interprété "I Wish" sur plusieurs émissions musicales. Elles ont fait leur retour sur scène lors du M Countown (Mnet) le 5 janvier, suivi par le Music Bank (KBS) le 6 janvier, le Show! Music Core (MBC) le 7 janvier puis l'Inkigayo (SBS) le 8 janvier.

## Performance commerciale
From. WJSN est entré à la 6e place du Gaon Album Chart de la semaine du 1er au 7 janvier 2017. Lors de sa deuxième semaine, le mini-album est descendu à la 14e place. Mais durant sa 5e semaine, il est monté jusqu'à la 4e place, devenant leur plus haute position.
La chanson-titre "I Wish" a intégré le classement à la 49e place du Gaon Digital Chart de la semaine du 1er au 7 janvier 2017, avec 41 923 téléchargements vendus en quatre jours,.

## Liste des pistes
| Téléchargement | Téléchargement                           | Téléchargement            | Téléchargement | Téléchargement | Téléchargement | Téléchargement | Téléchargement | Téléchargement | Téléchargement |
| No             | Titre                                    | Arrangement               | Durée          |                |                |                |                |                |                |
| -------------- | ---------------------------------------- | ------------------------- | -------------- | -------------- | -------------- | -------------- | -------------- | -------------- | -------------- |
| 1.             | I Wish (너에게 닿기를: neoege dahgileul) | - Glory Face - Yang Gaeng | 3:38           |                |                |                |                |                |                |
| 2.             | Baby Come to Me                          | Tenzo & Tasco             | 3:07           |                |                |                |                |                |                |
| 3.             | Say Yes (주세요: juseyo)                 | Yang Gaeng                | 3:36           |                |                |                |                |                |                |
| 4.             | Perfect! (최애: choeae)                  | - Rovin - Bronze          | 3:34           |                |                |                |                |                |                |
| 5.             | Hug U (이리와: iliwa)                    | Brother Su                | 3:28           |                |                |                |                |                |                |
| 6.             | I Wish (触碰到你 (Chinese Ver.))         | - Glory Face - Yang Gaeng | 3:38           |                |                |                |                |                |                |
| 22:01          |                                          |                           |                |                |                |                |                |                |                |

## Classements
| Classement (2017)               | Meilleure position |
| ------------------------------- | ------------------ |
| Corée du Sud (Gaon Album Chart) | 4                  |